# Northrop AQM-35
El AQM-35 fue un blanco supersónico no tripulado producido por la estadounidense Northrop.

## Desarrollo
El programa AQM-35 nació en 1953 como el blanco supersónico no tripulado Model RP-61. En junio de 1954, la Fuerza Aérea de los Estados Unidos concedió un contrato a Northrop para el desarrollo del proyecto como Q-4; el primer XQ-4 capaz de volar fue lanzado en 1956.
El XQ-4 era capaz de ser lanzado tanto desde tierra como en vuelo, aunque el primer modelo nunca fue probado. Estaba equipado con un turborreactor XJ81-WE-3, permitiéndole alcanzar velocidades de Mach 1,55. El rumbo del vehículo era seguido por radar y las órdenes de vuelo se enviaban por un sistema de radio telemetría. Cuando se completara la misión, el XQ-4 desplegaría un sistema de paracaídas de tres etapas junto con cuatro grandes cojines hinchables, para amortiguar el impacto contra el suelo.
La Fuerza Aérea planeaba usar el Q-4 como blanco para varios misiles superficie-aire y aire-aire. Fue planeada una función secundaria de reconocimiento, llevando cámaras o TV. El vehículo se lanzaba en vuelo desde un avión de control de drones Lockheed DC-130 Hercules, o desde otro avión nodriza.
En 1963, a la familia de drones Q-4 se le dio la designación AQM-35A y AQM-35B. Nunca fueron considerados enteramente exitosos, con una variedad de problemas surgiendo tanto durante la fase de desarrollo, como durante la de pruebas de vuelo. También se consideró que las prestaciones de vuelo del dron eran tan altas que no eran una prueba realista para los misiles en desarrollo (irónico ya que el objetivo del proyecto era desarrollar un blanco supersónico). Sólo fueron construidas 25 unidades de todos los tipos. Los últimos ejemplares del modelo fueron retirados en los años 60.

## Variantes
Model RP-61
Proyecto de blanco supersónico no tripulado.
XQ-4
Designación del RP-61 dada por la Fuerza Aérea de los Estados Unidos.
Q-4
Blancos no tripulados de producción.
Q-4A
Desarrollado para utilizar un motor Fairchild J83 y una firma de radar modificada para probar el misil CIM-10 Bomarc. Cuando el motor no pudo ser desarrollado a tiempo, la variante fue cancelada.
Q-4B
Equipado con un mucho más potente motor J85-GE-5 y un fuselaje reforzado. Esta variante voló por primera vez en 1961.
AQM-35A
Designación del dron Q-4 después de 1962.
AQM-35B
Designación del dron Q-4B después de 1962.

## Operadores
Estados Unidos
- Fuerza Aérea de los Estados Unidos

## Especificaciones (Q-4/AQM-35A)

### Características generales
- Longitud: 10,06 m (Q-4B/AQM-35B = 10,8 m)
- Envergadura: 3,38 m (Q-4B/AQM-35B = 3,9 m); diámetro = 0,51 m
- Altura: 1,69 m (Q-4B/AQM-35B = 1,9 m)
- Peso vacío: 898,1 kg (Q-4B/AQM-35B = 1542,2 kg)
- Planta motriz: 1× turborreactor ligero desechable Westinghouse XJ81-WE-3 (Q-4B/AQM-35B = 1x Turborreactor General Electric J85-GE-5 de 17,1 kN de empuje).
  - Empuje normal: 8,1 kN (826 kgf; 1821 lbf) de empuje.

### Rendimiento
- Velocidad nunca excedida (Vne): Mach 1,55 (Q-4B/AQM-35B = Mach 2,0)
- Techo de vuelo: 18 288 m (Q-4B/AQM-35B = 21 336 m) (60 000 pies (Q-4B/AQM-35B = 70 000 pies))

## Aeronaves relacionadas

### Secuencias de designación
- Secuencia N-_ (interna de Northrop): ← N-144 - N-149 - N-150 - N-151 - N-155 - N-156 - N-165 →
- Secuencia Q-_ (Aeronaves no tripuladas de la USAF, 1948-1962): Q-1 - Q-2 - Q-3 - Q-4 - Q-5 - Q-6 - Q-7 →
- Secuencia __M-_ (Misiles y drones estadounidenses, 1962-presente): ← MGM-32 - MQM-33 - AQM-34 - AQM-35 - MQM-36 - AQM-37 - AQM-38 →